# Abapeba kochi
Abapeba kochi är en spindelart som först beskrevs av Alexander Petrunkevitch 1911.  Abapeba kochi ingår i släktet Abapeba och familjen flinkspindlar. Inga underarter finns listade i Catalogue of Life.